# Batenta
Batenta (tiếng Ả Rập: باتنته) là một ngôi làng Syria nằm ở Maarrat Misrin Nahiyah ở huyện Idlib, Idlib. Theo Cục Thống kê Trung ương Syria (CBS), Batenta có dân số 1165 trong cuộc điều tra dân số năm 2004.